# Frederic de Hessen Eschwege
Frederic de Hessen Eschwege (en alemany Friedrich von Hessen-Eschwege) va néixer a Kassel (Alemanya) el 9 de maig de 1617 i va morir a Poznań el 24 de setembre de 1655. Era un noble alemany, fill de Maurici I de Hessen-Kassel (1572-632) i de la seva segona dona Juliana de Nassau-Dillenburg (1587-1643).
Tot i ser el vuitè fill baró, en morir Guillem V hereu i fill de la primera dona de Maurici va rebre el landgraviat del comtat de Hessen-Eschwege el 1632 que va conservar fins a la seva mort. En la posterior divisió del landgraviat, promoguda per la seva mare Juliana, al seu germà Herman li va correspondre Hessen-Rotenburg, i a Ernest li va correspondre Hessen-Rheinfels.
Durant la Guerra dels Trenta Anys el castell i la ciutat d'Eschwege, el 1637, van ser destruïts i saquejats. Frederic va desenvolupar una important carrera militar com a general de l'exèrcit suec. Va participar activament en l'anomenada Segona Guerra del Nord entre Suècia i Polònia (1655-1661). A causa de les seves activitats militars, va residir ben poc a Eschwege, i va passar molt de temps a la cort sueca. Malgrat tot, va procurar la reconstrucció del seu país devastat durant la Guerra dels Trenta Anys. La seva dona, en canvi, sí que es va quedar a viure la major part del temps a Eschwege, on van néixer els seus fills.
Després de la prematura mort de Federic, el 1655 a Polònia, es va confiar el comtat de Hessen-Eschwege al seu germà Ernst. El castell d'Eschwege va ser assignat com a dot a la seva vídua, però ella es va retirar a la seva Suècia natal.

## Matrimoni i fills
El 8 de setembre de 1646 es va casar a Estocolm amb Elionor Caterina de Zweibrücken (1626-1692), filla del comte palatí Joan Casimir de Zweibrücken-Kleeburg (1589-1652) i de Caterina Vasa de Suècia (1584-1638), i germana, per tant, del rei Carles X Gustau de Suècia. Fruit d'aquest matrimoni nasqueren:
- Margarida, nascuda i morta el 1647.
- Cristina (1649-1702), casada amb Ferran Albert I de Brunsvic-Lüneburg (1636-1687).
- Elisabet (1650-1651).
- Juliana (1652-1693), casada amb Joan Jaume Marchand, Baró de Lilienburg (1656-1703).
- Carlota (1653-1708). casada primer amb August de Saxònia-Weißenfels (1650-1674), i després amb Joan Adolf de Bentheim-Tecklenburg (1637-1704).
- Frederic (1654-1655).